# Alta Flights
Alta Flights — канадська чартерна авіакомпанія зі штаб-квартирою в місті Едмонтон (провінція Альберта), що працює на ринку пасажирських і вантажних авіаперевезень Канади і Сполучених Штатів Америки. Головними транзитними вузлами (хабами) авіакомпанії є Міжнародний аеропорт Едмонтон і Міжнародний аеропорт Калгарі.

## Історія
Авіакомпанія Alta Flights була заснована і почала операційну діяльність у 1986 році.
19 листопада 2001 року компанія запустила свій перший регулярний рейс з Едмонтона в Калгарі, потім ввела ще кілька рейсів, однак 1 січня 2006 року всі регулярні маршрути були виключені з маршрутної мережі перевізника.
Alta Flights знаходиться у власності комерційної корпорації Telford Resources. Станом на лютий 2010 року штат співробітників авіакомпанії складає 105 чоловік.

## Флот
Станом на травень 2009 року повітряний флот авіакомпанії Alta Flights складали наступні літаки:
- 1 BAe Jetstream 31
- 3 BAe Jetstream 32
- 4 Beechcraft King Air 100
- 2 Beechcraft King Air 350
- 3 Cessna Caravan 675
- 4 Fairchild Metro 23
- 1 Fairchild Metro III
- 5 Cessna 172 (використовуються для аероспостереження за трубопровідними системами)